# هگزافلوئوروپروپیلن
هگزافلوئوروپروپیلن (به انگلیسی: Hexafluoropropylene) یک ترکیب شیمیایی است. شکل ظاهری این ترکیب، گاز بی رنگ بی بو است.